# Calomyscus tsolovi
Calomyscus tsolovi — вид гризунів родини Calomyscidae. Є ендеміком Сирії. Цей вид, ймовірно, займає подібні середовища існування з іншими представниками свого роду (кам'янисті пустелі та напівпустеля).